# Orohoughia aurata
Orohoughia aurata là một loài ruồi trong họ Tachinidae.